# Quán Thế Âm
Quán Thế Âm (Tiếng Phạn: अवलोकितेश्वर nghĩa là "Đấng quán chiếu âm thanh của thế gian") là một vị Bồ-tát hiện thân cho lòng từ bi của tất cả chư Phật. Được miêu tả trong nhiều nền văn hóa khác nhau, cả thân nam lẫn thân nữ, Quán Thế Âm là một trong những vị Bồ-tát được tôn kính thờ phụng rộng rãi nhất trong Phật giáo Đại thừa, cũng như không chính thức trong Phật giáo Nguyên thủy.
Tên nguyên bản tiếng Phạn của vị Bồ-tát này là Avalokiteśvara. Tên tiếng Hán Quán Thế Âm Bồ-tát (觀世音菩薩) được phiên dịch từ tên tiếng Phạn này, "Avalokiteśvara Bodhisattva". Bồ-tát này thường được mô tả dưới nhiều dạng thân nam hay nữ. Trong Phật giáo Trung Quốc được biết đến với tên gọi đơn giản là Quan Âm (Guan Yin). Tại Cam-pu-chia, ngài được gọi là Lokesvarak (អវលោកិតេស្វរៈ, អវលោកេស្វរៈ, លោកេស្វរៈ); ở Nhật Bản, ngài được gọi là Kanzeon hay Kannon. Câu niệm Namo Avalokiteshvara Bodhisattva (Nam mô Quán Thế Âm Bồ tát) là câu niệm hồng danh của Quán Thế Âm Bồ tát.
Quan Thế Âm Bồ Tát Là một trong những vị Bồ Tát của Phật giáo Đại Thừa. Quan Thế Âm không có giới tính nhất định, có thể tùy vào mỗi cá nhân để hóa thân khác nhau để hóa độ. Nhưng vì Bồ Tát Quán Thế Âm thể hiện cho lòng từ bi vô tận nên ở khu vực Đông Nam Á đúc tượng là người phụ nữ.

## Tên gọi
Quán Thế Âm có nghĩa là quán chiếu, suy xét, lắng nghe âm thanh của thế gian. Theo Phẩm Phổ môn trong Kinh Diệu Pháp Liên Hoa, sở dĩ ngài mang tên gọi như vậy là do hạnh nguyện từ bi cứu khổ nạn, mỗi khi chúng sanh bị khổ ách, nguy cấp liền nhất tâm niệm danh hiệu của bồ tát, ngài liền quán xét âm thanh đó, lập tức cứu họ thoát khỏi tai ách. Trong Bát Nhã Tâm Kinh, vị Bồ-tát này mang tên là Quán Tự Tại dựa trên pháp môn tu tập của ngài. Khi quán chiếu thâm sâu vào chính mình, ngài nhận thấy năm uẩn không có tự tính và đều là giả tạm, ngộ ra được điều đó, ngài vượt thoát tất cả mọi khổ đau ách nạn.
Tên Avalokiteśvara được kết hợp bởi ava "xuống"; lokita , một phân từ quá khứ của động từ lok nghĩa là "quán chiếu", ở đây được sử dụng theo nghĩa tích cực; và cuối cùng là īśvara nghĩa là "chúa tể", "người cai trị". Kết hợp lại, cái tên ấy có nghĩa là "chúa tể quán chiếu xuống (thế giới)". Tuy cụm từ loka (thế giới) không có nhưng được hiểu ngầm.  Bản dịch tiếng Hoa đầu tiên về cái tên này được dịch bởi Đường Huyền Trang, dịch ra là Guānzìzài (Quán Tự Tại); từ bản dịch này cái tên dần dần được thay đổi thành là Guanyin (Trung Quốc: 觀音) hay dịch sang tiếng Việt là Quan Âm.
Cái tên ban đầu Phật giáo dùng để nói lên rằng vai trò của một vị Bồ tát là rất cao cả. Một số người cho rằng cái tên nguyên gốc có thể bị ảnh hưởng từ Ấn Độ giáo, cho rằng ngài là một minhsavara , thuật ngữ "Śvara" liên quan đến thần Vishnu (trong Vaishnavism) hoặc Śiva (trong Shaivism) cũng có nghĩa là "Chúa tể", "Thượng đế", "Đấng sáng tạo" và "Người cai trị". Nhưng những người tôn thờ Avalokiteśvara đã nhắc lại rằng Đức Phật vốn dĩ phủ nhận sự tồn tại của Thượng đế hay Thiên Chúa.

## Hồng danh và hóa thân

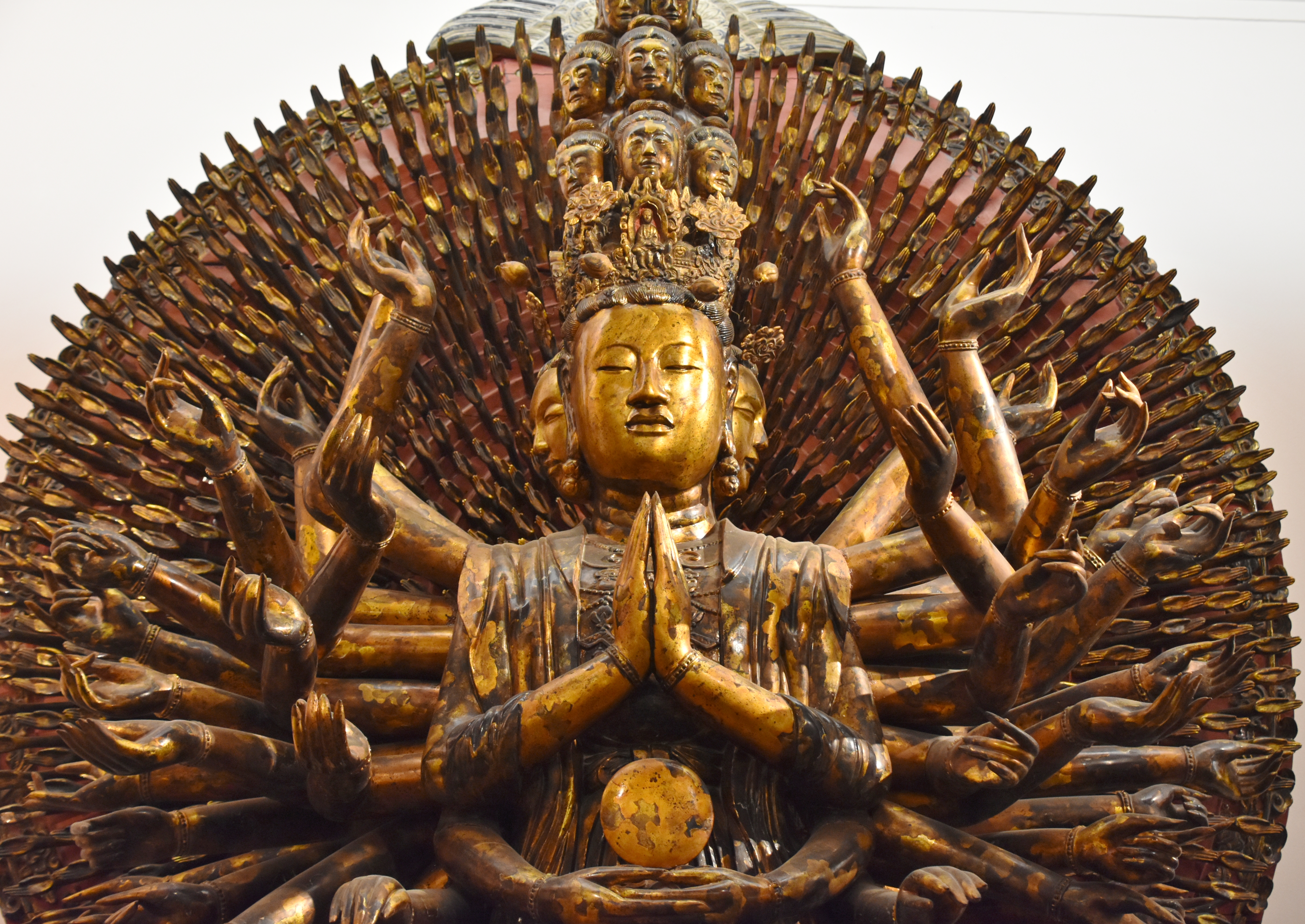
Tượng Quán Thế Âm nghìn mắt nghìn tay tại chùa Bút Tháp, hiện trưng bày tại Bảo tàng Mỹ thuật Việt Nam

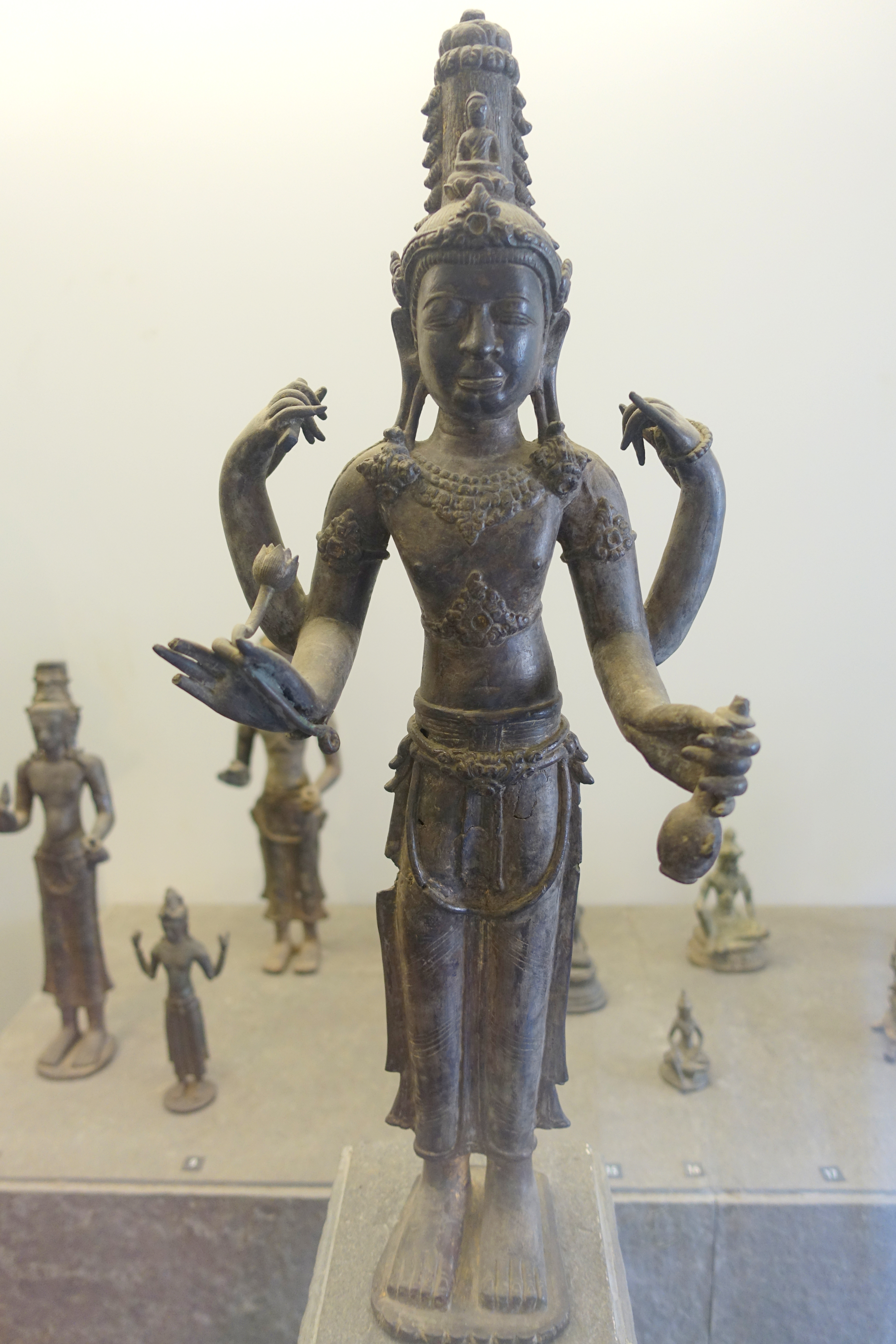
Tượng bồ tát Avalokitesvara, thế kỷ thứ 10 tìm thấy tại Quảng Bình, hiện trưng bày tại Bảo tàng Lịch sử Thành phố Hồ Chí Minh

Trong Kinh Đại Bi Tâm Đà La Ni, đức Phật Thích Ca dạy ngài A-nan rằng trong vô lượng kiếp về trước, Quán Thế Âm Bồ-tát đã thành Phật, hiệu là Samyaka Dharma-vidya Tathāgata, nghĩa là Chánh Pháp Minh Như Lai (vị như lai đã hiểu tường tận chánh pháp), Ứng Cúng, Chánh Biến Tri, Minh Hạnh Túc, Thiện Thệ, Thế Gian Giải, Vô Thượng sĩ, Điều Ngự Trượng Phu, Thiên Nhân Sư, Phật, Thế Tôn, vì nguyện lực đại bi, vì muốn làm duyên phát khởi cho tất cả các hàng Bồ-tát, vì muốn an vui thành thục cho chúng sanh, ngài mới hiện thân làm Bồ Tát, danh hiệu là Quán Thế Âm, thường trụ thế giới Ta-bà, đồng thời cũng là thị giả trợ tuyên chánh pháp cho Đức Phật A Di Đà ở Tây phương Cực Lạc.
Trong Kinh Đại Bi Liên Hoa (Kinh Bi Hoa), Bồ-tát Quán Thế Âm là quyến thuộc bồ đề của vô lượng bồ-tát khác và Phật A Di Đà, trước khi phát nguyện lớn, ngài là Thái tử Bất Huyền, con trưởng trong một nghìn người con của Chuyển luân vương Vô Tránh Niệm, người sau này là Phật A Di Đà. Bồ tát Quán Thế Âm được Đức Phật Bảo Tạng thọ ký rằng, Đức Phật A Di Đà dù có thọ mạng vô lượng vô biên a tăng kỳ kiếp cũng sẽ nhập niết bàn, khi đó Quán Thế Âm Bồ Tát tiếp quản chánh pháp và cõi Cực Lạc, thành Phật hiệu là Biến Xuất Nhất Thiết Quang Minh Công Đức Sơn Vương Như Lai, Ứng Cúng, Chánh Biến Tri, Minh Hạnh Túc, Thiện Thệ, Thế Gian Giải, Vô Thượng sĩ, Điều Ngự Trượng Phu, Thiên Nhân Sư, Phật, Thế Tôn.
Trong Kinh Bát Nhã Ba-La-Mật, Quán Thế Âm Bồ Tát được gọi là Quán Tự Tại Bồ Tát, ẩn tàng một triết lý sâu xa và phương thức tu tập nhiệm mầu nhờ quán chiếu mà được tự tại, giải thoát. Trong Kinh Diệu Pháp Liên Hoa, Đức Phật đã giải thích rõ cho Vô Tận Ý Bồ Tát về ý nghĩa của danh hiệu Quán Thế Âm là do vị Bồ tát này khi nghe âm thanh của chúng sanh xưng danh hiệu mình thì tức thời tầm thanh để cứu khổ. Nếu có vô lượng trăm ngàn vạn ức chúng sanh bị các khổ não nghe đến danh hiệu Quán Thế Âm Bồ Tát, một lòng xưng danh Ngài thì ngay khi đó, Bồ Tát Quán Thế Âm tức thì quán sát âm thanh ấy, khiến cho họ đều được giải thoát.
Cũng theo kinh này thì Quán Thế Âm Bồ tát có 32 ứng hóa hiện thân là thân Phật, Bích Chi (Duyên Giác), Thanh Văn, Phạm Vương, Đế Thích, Đại Tự Tại Thiên, Đại Tự Tại, Thiên Đại tướng Quân, Tỳ Sa Môn, Tiểu Vương, Trưởng giả, Cư sĩ, Tể quan, Bà-la–môn, Tỳ Kheo, Tỳ Kheo Ni, Ưu-bà-tắc, Ưu-bà-di, Phụ nữ, Đồng nam, Đồng nữ, Thiên , Long, Dạ xoa, Càn-thát-bà, Ca-lâu-la, A-tu-la, Khẩn-na-la, Ma-hầu-la-già, Nhân, Phi nhân, Thần chấp Kim Cang.
Sau này lại có thêm 33 hóa thân khác của Quán Âm, những hóa thân này không dựa vào Kinh sách mà chỉ dựa vào tư tưởng hóa độ lục đạo kết hợp với 33 Ứng hóa thân trên pha trộn với tín ngưỡng dân gian của Nhật Bản và Trung Hoa mà tạo thành, đó là các hồng danh gồm: 
- Dương Liễu Quán Âm
- Long Đầu Quán Âm
- Trì Kinh Quán Âm
- Viên Quang Quán Âm
- Du Hý Quán Âm
- Bạch Y Quán Âm
- Liên Ngọa Quán Âm
- Lang Kiến Quán Âm
- Thí Dược Quán Âm
- Ngư Lam Quán Âm
- Đức Vương Quán Âm
- Thủy Nguyệt Quán Âm
- Nhất Diệp Quán Âm
- Thanh Cảnh Quán Âm
- Uy Đức Quán Âm
- Diên Mạng Quán Âm
- Chúng Bảo Quán Âm
- Nham Hộ Quán Âm
- Năng Tĩnh Quán Âm
- A Nậu Quán Âm
- Vô Úy Quán Âm
- Diệp Y Quán Âm
- Lưu Ly Quán Âm
- Đa La Quán Âm
- Cáp Lỵ Quán Âm
- Lục Thời Quán Âm
- Phổ Bi Quán Âm
- Mã Lang Phụ Quán Âm
- Hiệp Chưởng Quán Âm
- Nhất Như Quán Âm
- Bất Nhị Quán Âm
- Trì Liên Quán Âm
- Sái Thủy Quán Âm.

## Biểu tượng và hình ảnh
Quán Thế Âm Bồ Tát là bồ tát trợ tuyên đắc lực của Phật A Di Đà ở Tây Phương Cực Lạc, Quán Thế Âm Bồ Tát thể hiện lòng Bi (pi. karuṇā), một trong hai dạng của Phật tính. Vì vậy, danh hiệu của ngài thường kèm theo từ Đại Bi (mahākāruṇika). Dạng kia của Phật tính là Trí tuệ (Bát-nhã, prajñā), là đặc tính được Bồ Tát Đại Thế Chí thể hiện, bên tay phải của Phật A Di Đà. Với lòng từ bi vô lượng, Quán Thế Âm thể hiện sức mạnh huyền diệu cứu giúp mọi chúng sinh quán tưởng đến mình lúc gặp hiểm nguy. Trong nhân gian, Quán Thế Âm là vị bảo hộ tránh khỏi tai hoạ và hay được phụ nữ không con cầu tự.
Trong các loại tranh tượng về Quán Thế Âm, người ta thấy có 33 dạng, khác nhau về số đầu, tay và các đặc tính. Thông thường ta thấy tượng Bồ Tát có ngàn tay ngàn mắt, có khi 11 đầu. Trên đầu có khi có tượng A-di-đà, xem như đặc điểm chính. Trên tay có khi thấy Bồ Tát cầm hoa sen hồng, vì vậy nên Quán Thế Âm cũng có tên là Liên Hoa Thủ (người cầm hoa sen, padmapāṇi) hay nhành dương liễu và một bình nước Cam-lộ (amṛta). Số tay của Bồ Tát biểu hiện khả năng cứu độ chúng sinh trong mọi tình huống. Trong tranh tượng với 11 đầu thì Quán Thế Âm mang 9 đầu của chín vị Bồ Tát, một đầu của một vị Phật và cuối cùng là đầu của Phật A-di-đà. Cứ mỗi ba đầu tượng trưng là ba đặc tính: từ bi với chúng sinh khổ nạn, quyết tâm đối trị cái xấu, hoan hỉ với cái tốt. Theo một cách nhìn khác thì 11 đầu biểu tượng cho mười cấp của Thập địa và Phật quả.
Đôi lúc Quán Thế Âm Bồ Tát cũng được trình bày dưới một dạng ít thấy, đó là "Sư Tử Hống Quán Tự Tại" (獅子吼觀自在/siṃhanāda-lokeśvara). Dưới dạng này, Bồ Tát là một Dược sư, đặc biệt cứu độ những người bệnh phong cùi (lepra). Mắt Bồ Tát đang nhìn bệnh nhân và mắt chính giữa (huệ nhãn) đang tập trung chẩn bệnh. Hai bảo vật bên vai cũng là những dụng cụ của một dược sĩ, bình sắc thuốc bên trái của Bồ Tát và đao trừ tà (bệnh) bên phải. Sư tử Bồ Tát cưỡi xuất phát từ một sự tích. Tương truyền rằng, có một con sư tử sinh được một con nhưng con chết ngay sau khi sinh. Đau đớn quá nó rống lên thật to và nhờ tiếng rống uy dũng này, nó làm cho con nó sống lại. Vì thế mà có sự liên hệ giữa tên của Sư Tử Hống Quán Tự Tại ("giọng sư tử") với nghề nghiệp của một dược sĩ "gọi người sống lại".
Một thuyết khác giải thích tích của 11 đầu và nghìn tay: lúc Quán Thế Âm quán chiếu cảnh khổ của chúng sinh thì đầu Bồ Tát đau xót vỡ ra từng mảnh. Phật A-di-đà xếp các mảnh đó lại thành 11 đầu. Xuất phát từ nguyện lực cứu độ mọi chúng sinh, thân Bồ Tát mọc ra nghìn tay, trong mỗi tay có một mắt. Quán Thế Âm cũng hay được vẽ là một vị Bồ Tát cứu độ chúng sinh trong sáu nẻo Luân hồi (Lục đạo): trong súc sinh, Quán Thế Âm đầu ngựa, hoặc cưỡi sư tử; trong địa ngục, người có nghìn cánh tay; trong cõi A-tu-la, người có 11 đầu.
Tại Trung Quốc, Việt Nam và Nhật Bản, Quán Thế Âm được trình bày dưới dạng thân nữ Bạch Y Hành Giả, tức vị nữ hành giả mặc y phục màu trắng. Tại Tây Tạng, Quán Thế Âm (chenresi [spzan ras gzigs]) là "người bảo vệ xứ tuyết" và có ảnh hưởng trung tâm trong truyền thống Phật giáo tại đây. Người ta xem Bồ Tát là cha đẻ của dân tộc Tây Tạng và nhờ Ngài mà Phật giáo được truyền bá qua nhà vua Tùng-tán Cương-bố (bo. songten gampo, 620-649), được xem là một hiện thân của Quán Thế Âm. Đạt-lại Lạt-ma và Cát-mã-ba (bo. karmapa) cũng được dân chúng Tây Tạng tự nhìn nhận là hiện thân của Quán Thế Âm. Câu kinh (Man-tra) OṂ MA-NI PAD-ME HŪṂ (Án-ma-ni-bát-mê-hồng) được xem là thuộc tính của Quán Thế Âm, là thần chú đầu tiên truyền đến Tây Tạng và ngày nay được tụng đọc nhiều nhất. Tranh tượng của Bồ Tát được biểu diễn bằng một người có 11 đầu và ngàn cánh tay hoặc trong dạng có bốn tay, ngồi toà sen.

## 12 Đại nguyện

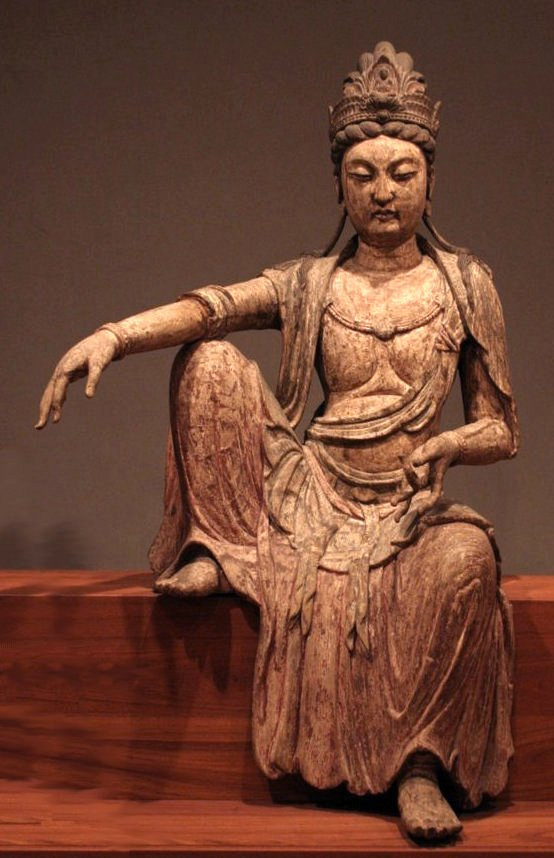
Chạm khắc gỗ Quán Âm đời Bắc Tống, khoảng năm 1025. Tượng Bồ tát thân nam, vương miện trên đầu biểu thị Phật A Di Đà.

12 đại nguyện của Bồ Tát Quán Thế Âm:
Nguyện thứ nhất: Khi thành Bồ Tát (Quán Âm Bồ Tát đệ nhất nguyện):
Danh hiệu tôi tự tại quán âm
Viên thông thanh tịnh căn trần
Nơi nào đau khổ tầm thanh cứu liền
Nam Mô Quán Thế Âm Bồ Tát
Nguyện thứ hai: Không nài gian khổ (Quán Âm Bồ Tát đệ nhị nguyện):
Nguyện một lòng cứu độ chúng sanh
Luôn luôn thị hiện biển đông
Vớt người chìm đắm khi giông gió nhiều
Nam Mô Quán Thế Âm Bồ Tát
Nguyện thứ ba: Ta bà ứng hiện (Quán Âm Bồ Tát đệ tam nguyện):
Chốn u minh nhiều chuyện khổ đau
Oan gia tương báo hại nhau
Nghe tiếng than thở mau mau cứu liền
Nam Mô Quán Thế Âm Bồ Tát
Nguyện thứ tư: Hay trừ yêu quái (Quán Âm Bồ Tát đệ tứ nguyện):
Bao nhiêu loài ma quỷ gớm ghê
Độ cho chúng hết u mê
Dứt trừ nguy hiểm không hề nhiễu nhương
Nam Mô Quán Thế Âm Bồ Tát
Nguyện thứ năm: Tay cầm dương liễu (Quán Âm Bồ Tát đệ ngũ nguyện):
Nước cam lồ rưới mát nhân thiên
Chúng sanh điên đảo đảo điên
An vui mát mẻ ưu phiền tiêu tan
Nam Mô Quán Thế Âm Bồ Tát
Nguyện thứ sáu: Thường hành bình đẳng (Quán Âm Bồ Tát đệ lục nguyện):
Lòng từ bi thương xót chúng sanh
Hỉ xả tất cả lỗi lầm
Không còn phân biệt sơ thân mọi loài
Nam Mô Quán Thế Âm Bồ Tát
Nguyện thứ bảy: Dứt ba đường dữ (Quán Âm Bồ Tát đệ thất nguyện):
Chốn ngục hình ngạ quỷ súc sanh
Cọp beo thú dữ vây quanh
Quán Âm thị hiện chúng sanh thoát nàn
Nam Mô Quán Thế Âm Bồ Tát
Nguyện thứ tám: Giải thoát tù lao (Quán Âm Bồ Tát đệ bát nguyện):
Tội nhân bị trói hành hình rồi lại khảo tra
Thành tâm lễ bái thiết tha
Quán âm phù hộ thoát ra nhẹ nhàng
Nam Mô Quán Thế Âm Bồ Tát
Nguyện thứ chín: Làm thuyền Bát Nhã (Quán Âm Bồ Tát đệ cửu nguyện):
Giúp cho người vượt khúc lênh đênh
Bốn bề biển khổ chông chênh
Quán Âm độ hết an nhiên niết bàn
Nam Mô Quán Thế Âm Bồ Tát
Nguyện thứ mười: Tây Phương tiếp dẫn (Quán Âm Bồ Tát đệ thập nguyện):
Vòng hoa thơm, kỹ nhạc lọng vàng
Tràng phan, bảo cái trang hoàng
Quán Âm tiếp dẫn đưa đường về tây
Nam Mô Quán Thế Âm Bồ Tát
Nguyện thứ mười một: Di Đà thọ ký (Quán Âm Bồ Tát đệ thập nhất nguyện)"
Cảnh tây phương tuổi thọ không lường
Chúng sanh muốn sống miên trường
Quán âm nhớ niệm tây phương mau về
Nam Mô Quán Thế Âm Bồ Tát
Nguyện thứ mười hai: Tu hành tinh tấn (Quán Âm Bồ Tát đệ thập nhị nguyện):
Dù thân này tan nát cũng đành
Thành tâm nỗ lực thực hành
Mười hai câu nguyện độ sanh đời đời
Nam Mô Quán Thế Âm Bồ Tát

## Chân ngôn và Đà-la-ni

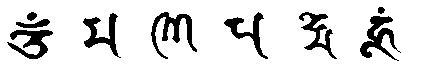
Chân ngôn Oṃ Maṇi Padme Hūṃ được viết bằng chữ Siddham

- Oṃ Maṇi Padme Hūṃ (chữ Devanāgarī: ॐ मणि पद्मे हूं, tiếng Tây Tạng: ཨོཾ་མ་ནི་པ་དྨེ་ཧཱུྃ་) là một câu Chân ngôn tiếng Phạn, được xem là chân ngôn cầu Quán Thế Âm Bồ Tát và là chân ngôn quan trọng và lâu đời nhất của Phật giáo Tây Tạng. Nó còn được mệnh danh là "Lục Tự Đại Minh Chân Ngôn" tức là "Chân ngôn sáng rõ bao gồm sáu chữ".
- Đại Bi Tâm Đà La Ni (Mahā Karuṇā Dhāranī, महा करुणा धारनी), là bài chú căn bản minh họa công đức chứng quả của Đức Quán Thế Âm Bồ Tát do chính ngài thuyết.

## Hình ảnh

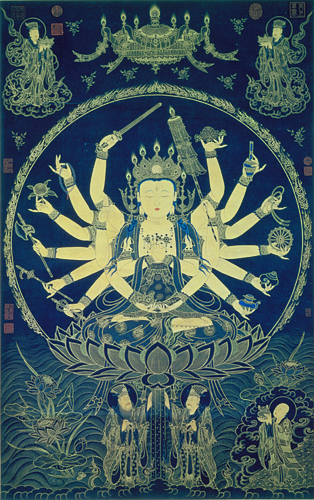
Chuẩn Đề Quán Âm, một hình thức hiện thân của Quán Thế Âm Bồ tát. Tranh mực in và giấy màu vàng, 126,7 x 81,1 cm, nhà Minh (1368-1644)
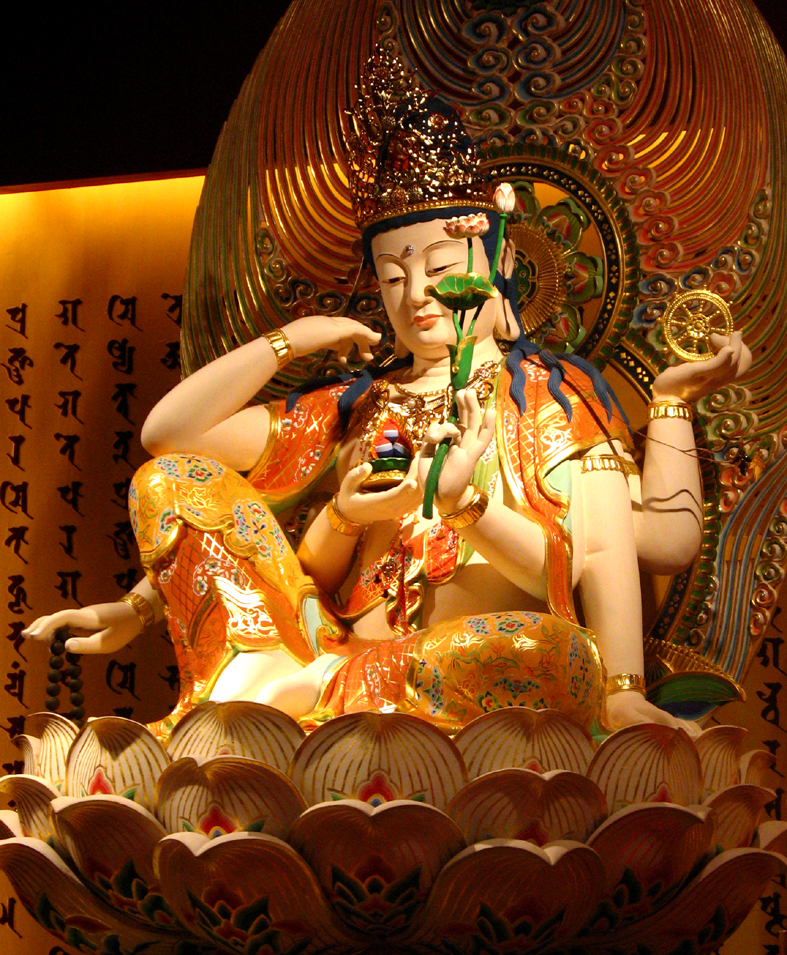
Tượng Quán Thế Âm Bồ Tát tại Cintamanicakra Avalokitesvara Hal, khu di tích Chùa Phật Răng, Singapore.
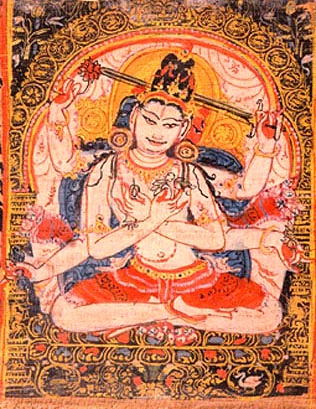
Tượng Quán Thế Âm, Campuchia, sa thạch, thế kỷ thứ 7.
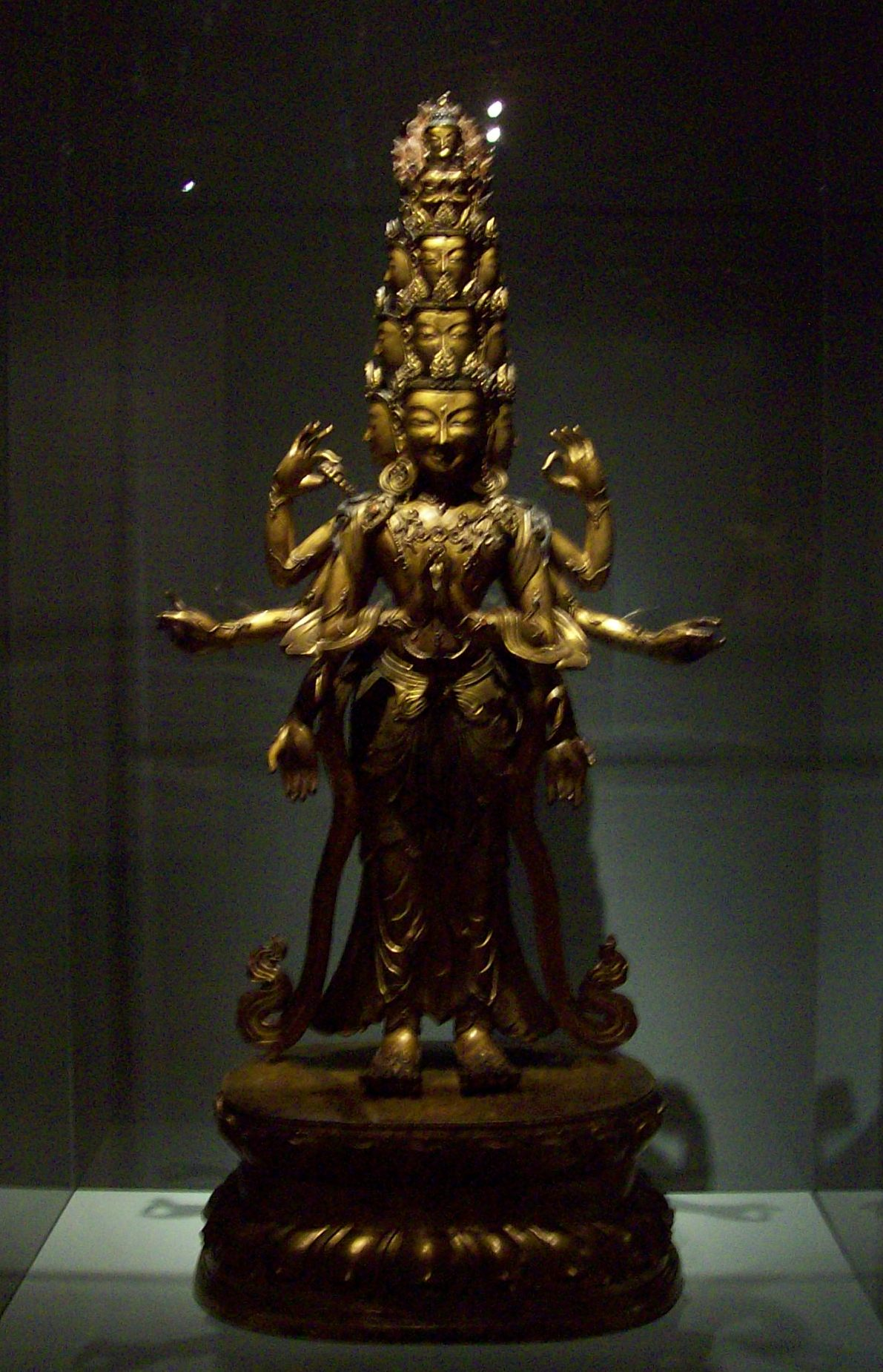
Tượng đồng, Mông Cổ.
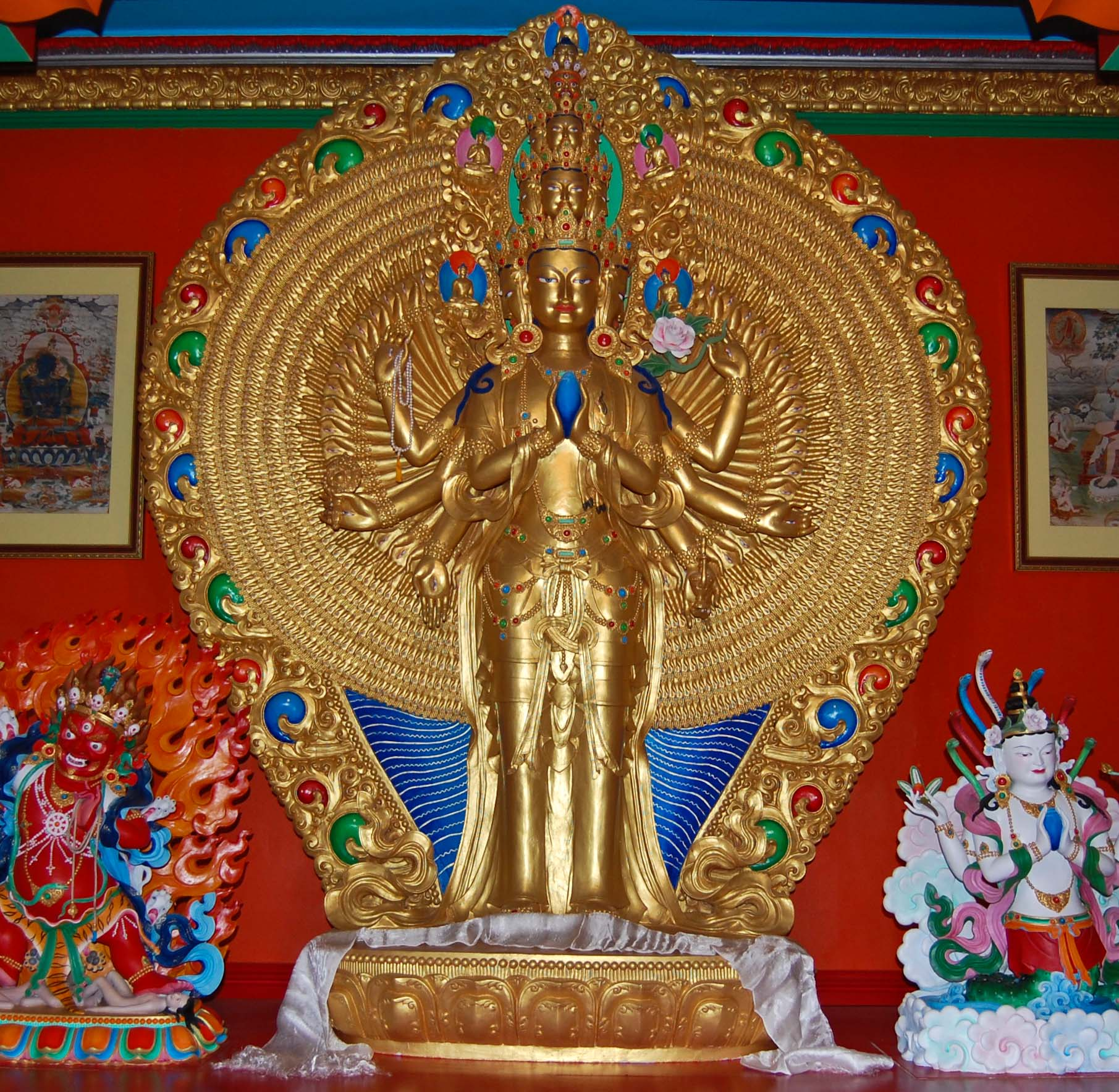
Tượng Quán Thế Âm ngàn tay ngàn mắt.
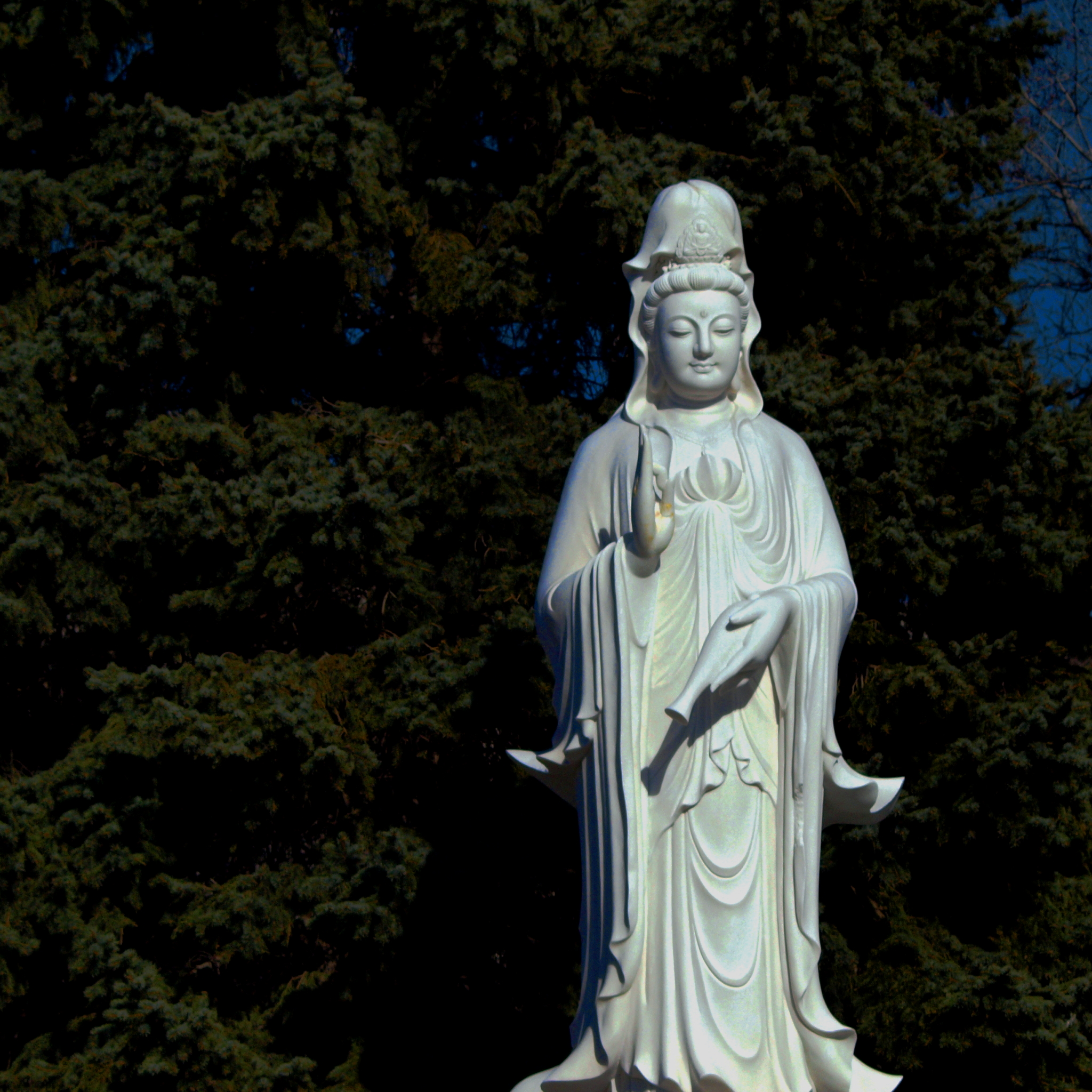
tượng Quán Thế Âm, chùa Trúc Lâm, Chicago
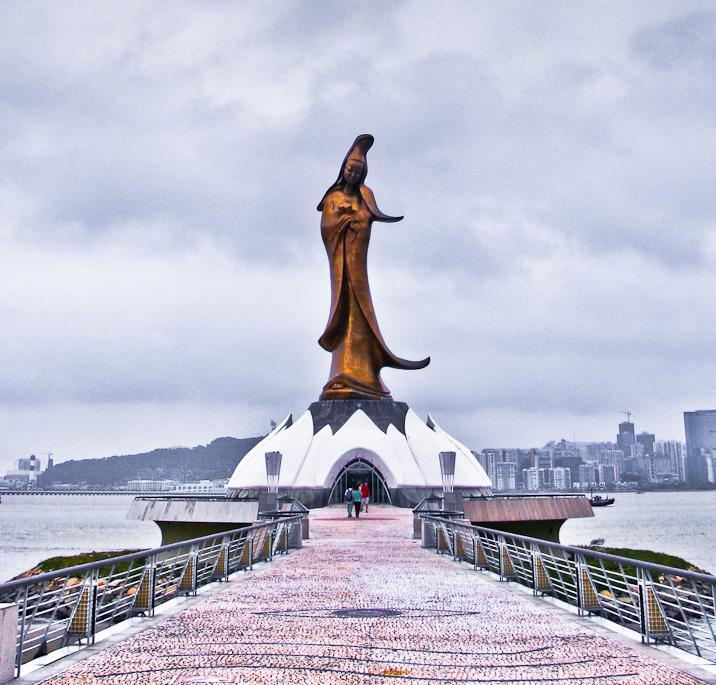
tượng đài Quán Thế Âm, Macao